# Danie Schutte
Daniel P.A. Schutte (né le 13 juin 1947 à Pretoria en Afrique du Sud) est un homme politique sud-africain. Membre successivement du parti national, du Nouveau Parti national (1997-1999) et d'Action Nationale (National Action), Danie Schutte est député de la circonscription de Pietermaritzburg-nord (1977-1981 / 1987-1989), du Natal (1989-1994) et du KwaZulu-Natal (1994-2000), ministre de l'intérieur (1993-1994) dans le gouvernement de Frederik de Klerk et chef du parti national/nouveau parti national au Natal (1994-1999). 

## Biographie
Diplômé en économie et en droit de l'Université de Stellenbosch, Danie Schutte exerce d'abord la profession d'avocat avant d'être élu député du Parti national pour Pietermaritzburg Nord en 1977. Battu en 1981 par Graham McIntosh, le candidat du parti fédéral progressiste, il prend sa revanche en reprenant son siège lors des élections générales sud-africaines de 1987 mais il est de nouveau battu lors des élections générales de septembre 1989. Il reste néanmoins au parlement, récupérant un siège sur la liste proportionnelle attribuée au Natal et est nommé ministre-adjoint à la justice dans le gouvernement de Klerk. Il est successivement ministre-adjoint aux services correctionnels, aux services secrets, à l'emploi et à l'éducation. En 1993, il est nommé ministre de l'Intérieur.
De mai 1994 à janvier 2000, il est député du KwaZulu-Natal, porte-parole du NNP sur les finances, les comptes publics et les services secrets.
Il annonce son retrait de la vie politique en octobre 1999 avant de revenir 3 ans plus tard en tant que cofondateur de Action nationale (Nasionale Aksie) au côté du chef de l'Afrikaner Unity Movement, Cassie Aucamp. Le mouvement s'allie avec le front de la liberté. 
Il se consacre par la suite à la gestion de sa ferme laitière de Bronberg située près Tierpoort dans la région de Pretoria.

## Vie privée
Danie Schutte est marié à  Alphia Schutte, fille de l'ancien sénateur Jan Dippenaar. Il a 4 enfants. 